# Peter Tägtgren
Peter Tägtgren, švedski metal glasbenik, * 3. junij 1970.
Peter je ustanovitelj, glavni tekstopisec, pevec in kitarist death metal skupine Hypocrisy. Na prvencu Pentetralia je odigral tudi bobne. Sodeloval je tudi v stranskem projektu Pain in The Abyss. Veliko je tudi prispeval k delovanju bandov Lock Up in Bloodbath, prav tako je sodeloval na živih nastopih skupine Marduk.
Tägtgren je tudi glavni producent v lastnem studiju The Abyss.

## Diskografija
- Hypocrisy - Penetralia (vokal, bobni, kitara)
- Hypocrisy - Osculum Obscenum (kitara)
- Hypocrisy - The Fourth Dimension (kitara, vokal)
- Hypocrisy - Abducted (kitara, vokal)
- Hypocrisy - The Final Chapter (kitara, vokal)
- Hypocrisy - Hypocrisy (kitara, vokal)
- Hypocrisy - Into The Abyss (kitara, vokal)
- Hypocrisy - Catch 22 (kitara, vokal)
- Hypocrisy - The Arrival (kitara, vokal)
- Hypocrisy - Virus  (kitara, vokal)
- Lock Up -  Pleasures Pave Sewers (vokal)
- Pain - Pain (vokal, vsi inštrumenti)
- Pain - Rebirth (vokal, vsi inštrumenti)
- Pain - Nothing Remains the Same (vokal, vsi inštrumenti)
- Pain - Dancing With the Dead (vokal, vsi inštrumenti)
- Pain - Psalms of Extinction (vokal, vsi inštrumenti)
- The Abyss - The Other Side (vokal, bobni, bas)
- The Abyss - Summon The Beast (vokal, bobni, bas)
- Bloodbath - Nightmares Made Flesh (vokal)